# Commerce (Texas)
Commerce és una població dels Estats Units a l'estat de Texas. Segons el cens del 2000 tenia 7.669 habitants.

## Demografia
Segons el cens del 2000, Commerce tenia 7.669 habitants, 2.881 habitatges, i 1.524 famílies. La densitat de població era de 456,9 habitants/km².
Dels 2.881 habitatges en un 28,4% hi vivien nens de menys de 18 anys, en un 35% hi vivien parelles casades, en un 14% dones solteres, i en un 47,1% no eren unitats familiars. En el 36,1% dels habitatges hi vivien persones soles el 10,1% de les quals corresponia a persones de 65 anys o més que vivien soles. El nombre mitjà de persones vivint en cada habitatge era de 2,27 i el nombre mitjà de persones que vivien en cada família era de 3,02.
Per edats la població es repartia de la següent manera: un 21,5% tenia menys de 18 anys, un 28,2% entre 18 i 24, un 26,3% entre 25 i 44, un 14,3% de 45 a 60 i un 9,8% 65 anys o més.
L'edat mediana era de 25 anys. Per cada 100 dones de 18 o més anys hi havia 94,3 homes.
La renda mediana per habitatge era de 24.065 $ i la renda mediana per família de 37.284 $. Els homes tenien una renda mediana de 26.389 $ mentre que les dones 19.565 $. La renda per capita de la població era de 14.444 $. Aproximadament el 13,8% de les famílies i el 22,9% de la població estaven per davall del llindar de pobresa.

## Poblacions més properes
El següent diagrama mostra les poblacions més properes.